# Facultad de Odontología (Universidad de Buenos Aires)
La Facultad de Odontología es una de las trece que conforman la Universidad de Buenos Aires. Se encuentra ubicada en la calle Marcelo T. de Alvear 2142, en el barrio porteño de Recoleta. Fue creada en 1947, como desprendimiento de la Facultad de Medicina y, a 2004, tenía alrededor de 1.970 alumnos. En ella se dictan la carrera de Odontología, el curso de Asistente Dental y múltiples carreras y cursos de posgrados de las distintas especialidades de la disciplina. Funciona además como Hospital Universitario, realizando actividades asistenciales a la comunidad en las diversas cátedras y áreas que la componen, como la Residencia Universitaria en Salud Bucal y el Servicio de Urgencias Odontológicas y Orientación de Pacientes, que funciona las 24 horas del día durante todo el año.